# Anthony Winkler Prins

Anthony Winkler Prins um 1903

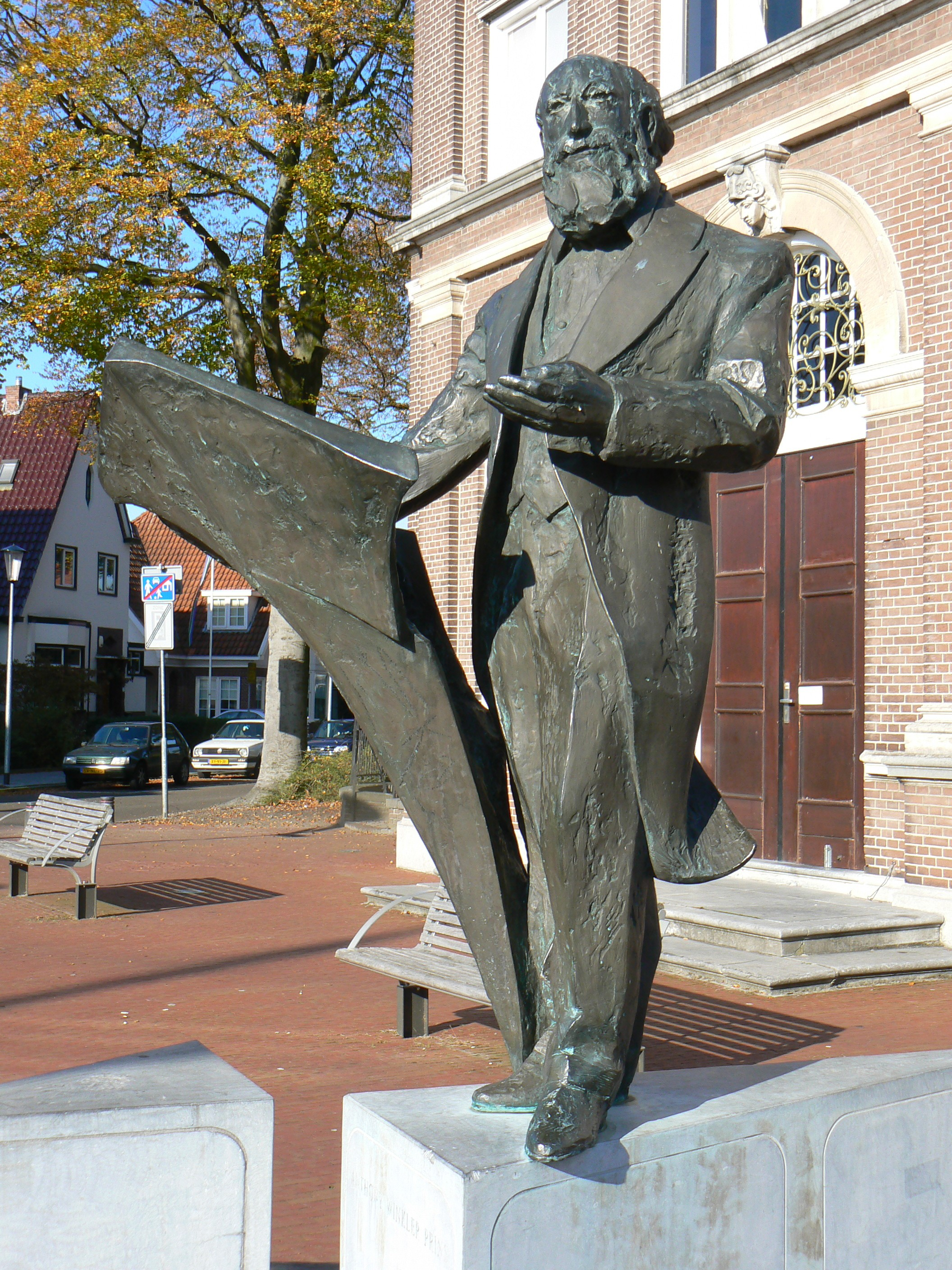
Standbild vor dem Veenkoloniaal Museum in Veendam

Anthony Winkler Prins (* 31. Januar 1817 in Voorst; † 4. Januar 1908 in Voorburg) begründete die bedeutendste niederländische Enzyklopädie, „Winkler Prins“.

## Leben
Anthony Winkler Prins studierte Naturwissenschaft und Literatur an der Universität Utrecht und Theologie am mennonitischen Theologischen Seminar der Universität von Amsterdam. Nach dem Studium wirkte er als Pfarrer der mennonitischen Kirche der Niederlande. In seinem Heimatort Veendam gründete er eine Seefahrtschule und eine Freimaurerloge. Eine Ausstellung über Anthony Winkler Prins ist im Veenkoloniaal Museum in Veendam zu besichtigen.